# Consistório Ordinário Público de 2001
O Consistório Ordinário Público de 2001 decorreu na Praça de São Pedro, no Vaticano, em 21 de Fevereiro de 2001. Foi o Consistório em que o Papa S. João Paulo II criou o maior número de Cardeais, 42 no total, dos quais 38 Cardeais Eleitores e 4 Cardeais Eméritos. Ainda publicou o nome dos dois Cardeais criados in pectore no Consistório de 1998: Marian Jaworski e Jānis Pujāts. De notar que o anúncio dos nomes dos Cardeais decorreu em dois momentos: em 21 de Janeiro de 2001 S. João Paulo II anunciou 37 novos Cardeais e expressou a vontade de revelar os nomes dos Cardeais in pectore; em 28 de Janeiro de 2001 revelou os nomes dos dois Cardeais criados in pectore em 1998, agregando cinco novos Cardeais (Huzar, Degenhardt, Terrazas Sandoval, Fox Napier e Lehmann).

## Cardeais Eleitores
| Nº                     | País                 | Nome                                   | Idade              | Cargo                                                                     | Título ou Diaconia                                                          |
| Cardeais eleitores     | Cardeais eleitores   | Cardeais eleitores                     | Cardeais eleitores | Cardeais eleitores                                                        | Cardeais eleitores                                                          |
| ---------------------- | -------------------- | -------------------------------------- | ------------------ | ------------------------------------------------------------------------- | --------------------------------------------------------------------------- |
| 1                      | Itália               | Giovanni Battista Re                   | 67                 | Pró-Prefeito da Congregação para os Bispos                                | Cardeal-presbítero de Santos Doze Apóstolos                                 |
| 2                      | Vietname             | François-Xavier Nguyên Van Thuân       | 72                 | Presidente do Pontifício Conselho Justiça e Paz                           | Cardeal-diácono de Santa Maria da Scalla                                    |
| 3                      | Itália               | Agostino Cacciavillan                  | 74                 | Presidente da Administração do Património da Sé Apostólica                | Cardeal-diácono de Santos Anjos da Guarda na Città Giardino                 |
| 4                      | Itália               | Sergio Sebastiani                      | 69                 | Presidente da Prefeitura dos Assuntos Econômicos da Santa Sé              | Cardeal-diácono de Santo Eustáquio                                          |
| 5                      | Polónia              | Zenon Grocholewski                     | 61                 | Prefeito da Congregação para a Educação Católica                          | Cardeal-diácono de São Nicolau no Cárcere                                   |
| 6                      | Portugal             | José Saraiva Martins, C.M.F.           | 69                 | Prefeito da Congregação para a Causa dos Santos                           | Cardeal-diácono de Nossa Senhora do Sagrado Coração                         |
| 7                      | Itália               | Crescenzio Sepe                        | 57                 | Arcebispo-Titular de Grado                                                | Cardeal-presbítero de Deus Pai Misericordioso                               |
| 8                      | Argentina            | Jorge María Mejía                      | 78                 | Arquivista da Santa Igreja Romana                                         | Cardeal-diácono de São Jerônimo da Caridade                                 |
| 9                      | Síria                | Ignace Moussa I Daoud                  | 70                 | Prefeito da Congregação para as Igrejas Orientais                         | Cardeal-bispo                                                               |
| 10                     | Itália               | Mario Francesco Pompedda               | 71                 | Prefeito da Assinatura Apostólica                                         | Cardeal-diácono de Anunciação da Beata Virgem Maria em Via Ardeatina        |
| 11                     | Alemanha             | Walter Kasper                          | 67                 | Secretário do Pontifício Conselho para a Promoção da Unidade dos Cristãos | Cardeal-diácono de Todos os Santos na Via Appia Nuova                       |
| 12                     | Alemanha             | Johannes Joachim Degenhardt            | 75                 | Arcebispo de Paderborn                                                    | Cardeal-presbítero de São Libório                                           |
| 13                     | Equador              | Antonio José González Zumárraga        | 75                 | Arcebispo de Quito                                                        | Cardeal-presbítero de Santa Maria em Via                                    |
| 14                     | Índia                | Ivan Dias                              | 64                 | Arcebispo de Bombaim                                                      | Cardeal-presbítero de Spirito Santo alla Ferratella                         |
| 15                     | Brasil               | Geraldo Majella Agnelo                 | 67                 | Arcebispo de São Salvador da Bahia                                        | Cardeal-presbítero de São Gregório Magno na Via Magliana Nova               |
| 16                     | Colômbia             | Pedro Rubiano Sáenz                    | 68                 | Arcebispo de Bogotá                                                       | Cardeal-presbítero de Transfiguração de Nosso Senhor Jesus Cristo           |
| 17                     | Estados Unidos       | Theodore Edgar McCarrick               | 70                 | Arcebispo de Washington                                                   | Cardeal-presbítero de Santos Nereu e Aquileu                                |
| 18                     | República da Irlanda | Desmond Connell                        | 74                 | Arcebispo de Dublin                                                       | Cardeal-presbítero de São Silvestre em Capite                               |
| 19                     | Lituânia             | Audrys Juozas Backis                   | 64                 | Arcebispo de Vilnius                                                      | Cardeal-presbítero de Natividade de Nosso Senhor Jesus Cristo na Via Gallia |
| 20                     | Chile                | Francisco Javier Errázuriz Ossa        | 67                 | Arcebispo de Santiago do Chile                                            | Cardeal-presbítero de Santa Maria da Paz                                    |
| 21                     | Bolívia              | Julio Terrazas Sandoval, C.Ss.R.       | 64                 | Arcebispo de Santa Cruz de la Sierra                                      | Cardeal-presbítero de São João Batista de Rossi                             |
| 22                     | África do Sul        | Wilfrid Fox Napier, O.F.M.             | 59                 | Arcebispo de Durban                                                       | Cardeal-presbítero de São Francisco de Assis em Acilia                      |
| 23                     | Honduras             | Óscar Rodríguez Maradiaga, S.D.B.      | 58                 | Arcebispo de Tegucigalpa                                                  | Cardeal-presbítero de Santa Maria da Esperança                              |
| 24                     | Costa do Marfim      | Bernard Agré                           | 74                 | Arcebispo de Abidjan                                                      | Cardeal-presbítero de São João Crisóstomo no Monte Sacro Alto               |
| 25                     | França               | Louis-Marie Billé                      | 63                 | Arcebispo de Lyon                                                         | Cardeal-presbítero de São Pedro Acorrentado                                 |
| 26                     | Venezuela            | Antonio Ignacio Velasco Garcia, S.D.B. | 72                 | Arcebispo de Caracas                                                      | Cardeal-presbítero de Santa Maria Domenica Mazzarello                       |
| 27                     | Peru                 | Juan Luis Cipriani Thorne              | 57                 | Arcebispo de Lima                                                         | Cardeal-presbítero de São Camilo de Lellis                                  |
| 28                     | Espanha              | Francisco Álvarez Martínez             | 75                 | Arcebispo de Toledo                                                       | Cardeal-presbítero de Santa Maria "Rainha da Paz" no Monte Verde            |
| 29                     | Brasil               | Cláudio Hummes, O.F.M.                 | 66                 | Arcebispo de São Paulo                                                    | Cardeal-presbítero de Santo Antônio de Pádua na Via Merulana                |
| 30                     | Índia                | Varkey Vithayathil, C.Ss.R.            | 73                 | Arcebispo-Mor de Ernakulam-Angamaly                                       | Cardeal-presbítero de São Bernardo alle Terme Diocleziane                   |
| 31                     | Argentina            | Jorge Mario Bergoglio, S.J.            | 64                 | Arcebispo de Buenos Aires                                                 | Cardeal-presbítero de São Roberto Belarmino                                 |
| 32                     | Portugal             | José da Cruz Policarpo                 | 64                 | Patriarca de Lisboa                                                       | Cardeal-presbítero de Santo António in Campo Marzio                         |
| 33                     | Itália               | Severino Poletto                       | 67                 | Arcebispo de Turim                                                        | Cardeal-presbítero de São José na Via Trionfale                             |
| 34                     | Inglaterra           | Cormac Murphy-O'Connor                 | 68                 | Arcebispo de Westminster                                                  | Cardeal-presbítero de Santa Maria Sopra Minerva                             |
| 35                     | Estados Unidos       | Edward Michael Egan                    | 68                 | Arcebispo de Nova Iorque                                                  | Cardeal-presbítero de Santos João e Paulo                                   |
| 36                     | Ucrânia              | Lubomyr Husar                          | 67                 | Arcebispo Maior de Lviv dos Ucranianos                                    | Cardeal-presbítero de Santa Sofia na Via Boccea                             |
| 37                     | Alemanha             | Karl Lehmann                           | 64                 | Bispo de Mainz                                                            | Cardeal-presbítero de São Leão I                                            |
| 38                     | Itália               | Roberto Tucci, S.J.                    | 79                 | Presidente emérito da Rádio Vaticano                                      | Cardeal-diácono de Santo Inácio de Loyola em Campo Marzio                   |
| Revelado In Pectore    |                      |                                        |                    |                                                                           |                                                                             |
| 39                     | Ucrânia              | Marian Jaworski                        | 74                 | Arcebispo Lviv                                                            | Cardeal-presbítero de São Sisto                                             |
| 40                     | Letónia              | Jānis Pujāts                           | 70                 | Arcebispo de Riga                                                         | Cardeal-presbítero de Santa Sílvia                                          |
| Cardeais não-eleitores |                      |                                        |                    |                                                                           |                                                                             |
| 41                     | Egito                | Stéphanos II Ghattas, C.M.             | 81                 | Patriarca Católico Copta de Alexandria                                    | Cardeal-bispo                                                               |
| 42                     | França               | Jean Marcel Honoré                     | 80                 | Arcebispo Emérito de Tours                                                | Cardeal-presbítero de Nossa Senhora da Saúde em Primavalle                  |
| 43                     | Alemanha             | Leo Scheffczyk                         | 81                 | Presbítero da Arquidiocese de Munique                                     | Cardeal-diácono de São Francisco Xavier em Garbatella                       |
| 44                     | Estados Unidos       | Avery Robert Dulles, S.J.              | 82                 | Presbítero da Companhia de Jesus                                          | Cardeal-diácono de Santíssimos Nomes de Jesus e Maria na Via Lata           |